# Андреевское благочиние

Андреевское благочиние (Андреевский благочиннический округ) — благочиние Московской епархии Русской православной церкви, включающее храмы в районах Гагаринский, Академический, Котловка, Ломоносовский, Черёмушки, Обручевский, Коньково и Зюзино Юго-Западного административного округа Москвы.
Благочинный округа — протоиерей Николай Карасев, настоятель храма Живоначальной Троицы в Старых Черёмушках. Назначен указом патриарха Кирилла от 18 апреля 2012 года.
В мае 2012 года из состава Андреевского было выделено Параскево-Пятницкое благочиние, в которое вошли приходы в районах Северное Бутово, Южное Бутово, Тёплый Стан и Ясенево.

## Храмы благочиния
- Храм Живоначальной Троицы в Старых Черёмушках
  - Храм Святителя Луки Войно-Ясенецкого при городской клинической больнице имени В. В. Виноградова ДЗМ
  - Часовня Святого Духа в Старых Черёмушках (приписная)
- Храм преподобной Евфросинии в Котловке
  - Храм иконы Божией Матери Знамение при Институте теоретической и экспериментальной физики РФ (приписной)
  - Храм–часовня Введения во храм Пресвятой Богородицы при Московской финансово-юридической академии (домовый, приписной)
- Храм Бориса и Глеба в Зюзине
- Храм Троицы Живоначальной в Конькове
- Храм Троицы Живоначальной в Воронцове
- Храм Святых мучениц Веры, Надежды, Любови и премудрой матери их Софии при ФНКЦ (приписной к Свято-Данилову мужскому монастырю)
- Храм Преображения Господня в Старом Беляеве (не действующий по состоянию на июль 2021 года)
  - Храм преподобного Иосифа Волоцкого в Старом Беляеве (приписной)
  - Храм Иверской иконы Божией Матери при ФГУ «Российский научный центр рентгенорадиологии» (домовый, приписной)
- Храм Всех Святых в земле Российской просиявших в Черёмушках
  - Храм праведного Иоанна Кронштадтского в Черёмушках (приписной)
- Храм праведных Симеона Богоприимца и Анны Пророчицы в Черёмушках
- Храм священномученика Вениамина, митрополита Петроградского в Зюзине
- Храм иконы Божией Матери «Отрада и Утешение» на Каховке
- Храм священномученика Ермогена, патриарха Московского и всея Руси в Зюзине
- Храма иконы Божией Матери «Умягчение злых сердец» в Конькове
- Храм священномученика Василия, протоиерея Московского в Конькове
- Храм священномученика Илариона, архиепископа Верейского в Черёмушках
- Храм преподобных отцев Киево-Печерских в Старых Черемушках
- Храм Святой равноапостольной Нины в Черёмушках
- Храм равноапостольных князя Владимира и княгини Ольги в Черёмушках
- Храм Покрова Пресвятой Богородицы при Российской детской клинической больнице (домовый, приписной к храму благоверного царевича Димитрия при 1-й Градской больнице)
- Храм мучениц Веры, Надежды, Любови и матери их Софии при Свято-Димитриевском детском доме № 27 (приписной к храму благоверного царевича Димитрия при 1-й Градской больнице)
- Храм-часовня Троицы Живоначальной при хосписе № 1 (приписной к Андреевскому ставропигиальному мужскому монастырю)
- Храм-часовня Архистратига Божия Михаила при Московском университете МВД России